# Síndrome de càncer hereditari
Una síndrome de càncer hereditari, o síndrome de càncer familiar, és un trastorn genètic en què les mutacions genètiques heretades en un o més gens predisposen els individus afectats al desenvolupament de càncers i també poden provocar l'aparició precoç d'aquests càncers. Les síndromes de càncer hereditari sovint mostren no només un alt risc de desenvolupar càncer durant tota la vida, sinó també el desenvolupament de múltiples tumors primaris independents.
Moltes d'aquestes síndromes són causades per mutacions en gens supressors de tumors, gens que estan implicats en la protecció de la cèl·lula de convertir-se en càncer. Altres gens que es poden veure afectats són els gens reparadors de l'ADN, els oncogens i els gens implicats en la producció de vasos sanguinis (angiogènesi). Els exemples habituals de síndromes de càncer hereditari són la síndrome hereditària del càncer de mama i ovari i el càncer colorectal hereditari no associat a poliposi (síndrome de Lynch).

## Exemples
Tot i que les síndromes canceroses presenten un major risc de càncer, el risc varia. Per a algunes d'aquestes malalties, el càncer no és la seva característica principal:
- Anèmia de Fanconi
- Poliposi adenomatosa familiar
- Càncer colorectal hereditari no associat a poliposi
- Síndrome hereditària del càncer de mama i ovari
- Síndrome de paraganglioma-feocromocitoma hereditari
- Síndrome de Li-Fraumeni
- Poliposi associada a MUTYH
- Síndrome de carcinoma basocel·lular nevoide
- Malaltia de Von Hippel-Lindau
- Xerodèrmia pigmentada